# Blue Sky (小比類巻かほるの曲)
「Blue Sky」（ブルー・スカイ）は小比類巻かほるの34枚目のシングル。2004年8月25日にトライエムから発売された。

## 概要
前作「DANCING QUEEN」から約4年振りのシングルリリース。

## 収録曲
1. Blue Sky
2. Again
3. Blue Sky（Instrumental）
4. Again（Instrumental）